# 岡山木村屋
株式会社岡山木村屋（おかやまきむらや、英称：Okayama KIMURAYA）は、岡山県岡山市北区に本社を置く製パン会社。創業者の梶谷忠二が、修行した東京の木村屋總本店（銀座木村屋）からのれん分けされて、1919年（大正8年）に故郷の岡山で開業した。
コーポレートカラーは主力商品であるロールパンをイメージした茶色と黄色。ただし、社章である「丸に木」は赤色に白抜き文字で示される。

## 概要
店舗展開はほとんど岡山県内で、県内はトップシェアを誇り、「岡山のソウルフード」とも呼ばれる。木村屋總本店からののれん分けでは現在、最大の売上規模を誇る。
中央に切れ目を入れたロールパンに、砂糖のシャリ感がかすかに残るバタークリームを挟んだ「クリームロール」で知られる。挟まれているバタークリームはバナナなどの果物やコーヒーなどの香り付けがされており、人気のバナナクリームやコーヒークリームなどはクリームだけをカップ入りの単体商品としても販売している。このほか木村屋のれん分け店舗ならではのあんパンなど多数の定番商品を持っている。毎月5種類以上の新商品を投入しており、短期で消えるものもあれば、「たくあんサラダロール」のように変わり種が定着することもある。
岡山表町商店街に本店があり、岡山県南部を中心に直営店50店、フランチャイズ100店を中心に小売店と直結した業態としており、スーパーマーケット向けには、一時子会社のアサヒブレッドを通じて製造販売をしていたが、同社は2021年に事業を終了した。ただし、アサヒブレッドのブランドが設立される以前より代理販売取引のある一部の地場スーパーマーケットに対しては、そのまま小売店同様の岡山木村屋ブランドの製品を卸売する事がある。これに該当するスーパーマーケットには小売店と同じデザインである「キムラヤのパン」の看板が掲げられている。一方で岡山県外では広島県福山市に直営店1店があるのみである。また、岡山県北部ではグループ企業である「お弁当のつるや」や農協系の「Aコープ」での取り扱いが中心である。
直営店のうち、本部工場店および関連企業である岡山シティホテルの付属店舗では、24時間営業が行われている。
また、岡山県立岡山操山中学校・高等学校など岡山県内の一部の学校園の食堂でのパン販売(主に昼食時)を受託している。

## 関連会社
- 梶谷食品株式会社
- 株式会社つるや（2020年4月に同社のグループ企業に）[3]
- マスカットゴルフクラブ・マスカットホームランドーム（岡山木村屋直営）
- 岡山シティホテル株式会社
- OKF株式会社
- キムラヤスポーツ株式会社[要出典]
- アサヒブレッド株式会社（2021年に閉鎖登記済み）[4]
- KIMURAYA BAKERY OF HAWAII, LTD. (アメリカ、解散登記済み)[5]